# 1,2,4-三氯萘
1,2,4-三氯萘是一种有机化合物，化学式为C10H5Cl3，是三氯萘的同分异构体之一，它可在1,2,3,4-四氯萘的降解中产生。它能够在珊瑚及蟲黃藻中富集，被认为是一种永久有机污染物。